# Zvolenská Slatina
Zvolenská Slatina és un poble i municipi d'Eslovàquia que es troba a la regió de Banská Bystrica.

## Història
La primera menció escrita de la vila es remunta al 1332.

## Demografia
| Godina             | 1994 | 2004   | 2014   | 2024   |
| ------------------ | ---- | ------ | ------ | ------ |
| Nombre de persones | 2548 | 2671   | 2830   | 2795   |
| Diferència         |      | +4,82% | +5,95% | −1,23% |

| Godina             | 2023 | 2024   |
| ------------------ | ---- | ------ |
| Nombre de persones | 2760 | 2795   |
| Diferència         |      | +1,26% |